# Laizismus
Laizismus, auch Laizität, (von altgriechisch λαϊκός laïkós, deutsch ‚der Ungeweihte, Laie‘, im Gegensatz zum Priester) ist ein religionsverfassungsrechtliches Modell, dem das Prinzip strenger Trennung zwischen Religion und Staat zugrunde liegt. Der Begriff laïcité wurde 1871 vom französischen Pädagogen und späteren Friedensnobelpreisträger Ferdinand Buisson geprägt, der sich für einen religionsfreien Schulunterricht einsetzte. In einigen Staaten ist der Laizismus in der Verfassung verankert. Etliche weitere, meist westliche Staaten sind laut ihrer Verfassung zwar nicht explizit laizistisch, sie praktizieren die Trennung von Staat und Religion jedoch in unterschiedlichem Umfang.

## Geschichte
Die Bezeichnung „Laizismus“ entstand im 19. Jahrhundert in Frankreich für eine antiklerikale Haltung, die sich gegen jeden kirchlichen Einfluss auf Belange des französischen Staates wendete, aber nicht gegen das Christentum selbst. 1894 begann in Frankreich die Dreyfus-Affäre. Innenpolitische Umbrüche, ein latenter Antisemitismus und Einflussversuche klerikal-restaurativer Kreise führten zu einer jahrelangen gesellschaftlichen Polarisierung des Landes. Außenpolitisch kam es 1904 zum Abbruch der diplomatischen Beziehungen zwischen Frankreich und dem Vatikan. Sie wurden erst 1921 wieder aufgenommen. Innenpolitisch trat das Gesetz zur Trennung von Kirche und Staat von 1905 in Kraft, für dessen Verabschiedung sich insbesondere der damalige Abgeordnete und spätere Ministerpräsident Aristide Briand eingesetzt hatte. Damit wurde das von Buisson geschaffene Prinzip erstmals konkret angewendet. Der Begriff laïcité wurde erstmals in der Verfassung von 1946 verwendet. Deren Artikel 1 lautet: La France est une République indivisible, laïque, démocratique et sociale.
Der in Deutschland häufig verwendete Begriff des Laizismus ist mit dem der Laizität nicht gleichzusetzen, da er etymologisch eine andere Nebenbedeutung hat, auch wenn diese im allgemeinen Sprachgebrauch oft nicht berücksichtigt wird. Während Laizismus (laïcisme) zumindest ursprünglich als Kampfbegriff gegenüber einer antireligiösen Ideologie entstanden ist, umfasst Laizität neben der Trennung von Religion und Staat auch das Gebot der Gleichheit und des Respekts gegenüber allen Religionen und die weltanschauliche Neutralität des Staates. Im Gegensatz zur französischen Ausprägung der Laizität, nach der primär der Staat vor dem als schädlich angesehenen Einfluss der katholischen Kirche geschützt werden sollte, kann die Trennung von Kirche und Staat – wie in den USA – auch primär dem Schutz der Kirchen vor staatlicher Einflussnahme dienen und mit einem starken gesellschaftlichen Einfluss der Kirchen einhergehen.

## Laizistische Staaten

### Staaten, die nach ihrer Verfassung laizistisch sind
Bei folgenden, teilweise nicht anerkannten Staaten ist der Begriff „Laizismus“ in der Verfassung verankert:
- Albanien
- Aserbaidschan (Artikel 7 der Verfassung von 1995[5])
- Burkina Faso (Artikel 31 der vierten Verfassung von 1997[6])
- Volksrepublik China
- Ecuador (Artikel 1 der Verfassung von 2008[7])
- Frankreich (Artikel 1 der Verfassung von 1958); Trennung von Staat und Kirche durch ein Gesetz von 1905
- Indien
- Japan (Artikel 20 und 89 der Verfassung von 1947, im Artikel 28 der alten Meiji-Verfassung von 1889 nur nominell, vgl. Staats-Shintō)
- Kosovo
- Kuba (seit 1959)
- Mexiko (Artikel 3 der Verfassung von 1917)
- Nordzypern (u. a. Präambel und Art. 71 der Verfassung von 1983)
- Portugal (Artikel 41, Absatz 4 der Verfassung von 1976)
- São Tomé und Príncipe (Artikel 8 der Verfassung von 2003)
- Südkorea (Artikel 20 der Verfassung der Republik Korea)
- Tschechien (Artikel 3 der Liste von Grundrechten und Freiheiten wie zwei Mal interpretiert vom Verfassungsgericht (sp. zn. III. ÚS 136/2000, sp. zn. Pl. ÚS 6/02))
- Türkei (Artikel 2 der Verfassung von 1924)
- Uruguay (Artikel 3 der Verfassung von 1964)

Allerdings weisen diese Staaten markante Unterschiede in der Ausprägung und Umsetzung des Laizismus auf.
Tschechien, Frankreich und Portugal sind die einzigen ihrem verfassungsrechtlichen Anspruch nach laizistischen Staaten der Europäischen Union. Am 9. Dezember 1905 wurde in Frankreich das Gesetz zur Trennung von Kirche und Staat verabschiedet. Es realisierte in Frankreich das heute noch geltende Prinzip der vollständigen Trennung von Religion und Staat. Das Gesetz galt vor allem der katholischen Kirche; aus Gründen der Neutralität wurden die anderen Konfessionen in diese Regelung einbezogen. Allerdings ist in Portugal sowie in beiden elsässischen Départements und dem Département Moselle in Frankreich die Umsetzung des Laizismus durch in Konkordaten vereinbarte Rechte der römisch-katholischen Kirche unvollständig.
In der Türkei wird der Laizismus als „Unterordnung der Religionsausübung unter den Staat“ interpretiert. Der Staat bildet die islamischen Imame aus und macht durch das Amt für Religiöse Angelegenheiten enge inhaltliche Vorgaben für deren Arbeit.

## Säkulare Staaten und kirchliche Tradition
Viele westliche Staaten sind zwar nicht nach ihrer Verfassung explizit laizistisch, praktizieren jedoch in unterschiedlichem Ausmaß die Trennung von Staat und Religion(en) und so die Neutralität des Staates in religiösen und weltanschaulichen Belangen. In diesem Sinne gelten die meisten Staaten in Afrika, Amerika, Ozeanien und Europa als säkular.
Der Katholizismus akzeptiert seit dem Zweiten Vatikanischen Konzil eine relative Laizität des Staates und der weltlichen Sachbereiche (vgl. Gaudium et Spes, 1965), hält aber an seinem geistlichen Absolutheitsanspruch fest. Den evangelischen oder orthodoxen Staatskirchen ist eine Anerkennung des Laizismus eigentlich nicht möglich; sie gelingt nur auf dem theologischen Umweg über den traditionellen „Gehorsam des Christen“ gegenüber jedweder Obrigkeit (Röm 13,1 ), also auch der säkular-demokratischen. Die evangelischen Freikirchen haben das Staatskirchentum immer abgelehnt, also aus religiöser Perspektive die Religionsfreiheit gutgeheißen, und begrüßen daher auch die jüngere Selbstkorrektur der katholischen Position.

## Laïcité in Frankreich

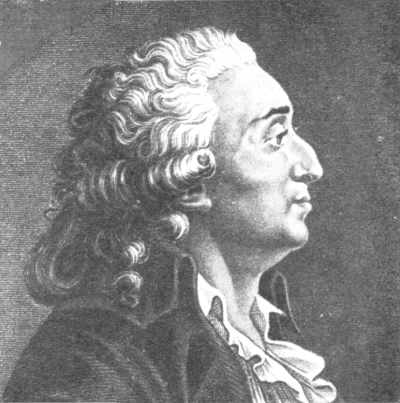
Der Marquis de Condorcet (1743–1794), Vorkämpfer des Laizismus in Frankreich

Die Auswirkungen des französischen politischen Kampfes von 1905 sind bis heute in der Interpretation des Begriffs im Alltagsleben spürbar. Dabei sind zwei Interpretationen zu unterscheiden: eine liberale, die unter Laizismus die institutionelle Trennung von Staat und Kirche versteht, und eine radikale (laïcard), für die Laizismus das Verbot jeglicher religiöser Betätigung außerhalb eines engen, privaten Bereiches bedeutet. Während das liberale Verständnis des Laizismus heute auch bei den christlichen Kirchen akzeptiert wird, gibt es zahlreiche Vertreter der harten Interpretation in den Reihen der politischen Elite, traditionell insbesondere der politischen Linken bis hin zum Parti communiste français. Der Katholizismus hat den ideologischen Laizismus bis heute nicht anerkannt, da das Papsttum an einem Vorrang seiner geistlichen Autorität gegenüber der Staats- und Gesellschaftsordnung festhält. Allerdings hat die römisch-katholische Kirche seit dem Zweiten Vatikanischen Konzil bewusst auf politische Sonderrechte und Privilegien im Staat verzichtet und vertritt heute nicht mehr das Konzept einer Staatsreligion, die zuletzt auch in Italien abgeschafft wurde (1984).
Im heutigen französischen Verständnis ist Laizismus zu einem politischen Ideal geworden, das die Grundsätze der Neutralität des Staates gegenüber den Religionen, deren Gleichbehandlung sowie die Glaubensfreiheit zum Ziel hat. Laizismus ist ein Verfassungsprinzip. Religion ist ausschließlich Privatangelegenheit, woraus folgt, dass Religion nicht nur keine staatliche, sondern auch keine öffentliche Funktion hat. Bereits während der Französischen Revolution war das gesamte Kirchenvermögen verstaatlicht worden, allerdings wurde mit dem Konkordat von 1801 den Religionsgemeinschaften ein Ausgleich durch staatliche Besoldung der Geistlichen gewährt. Mit dem Gesetz zur Trennung von Kirche und Staat von 1905 wurde jegliche staatliche Förderung von Religionsgemeinschaften ersatzlos eingestellt. Vor 1905 errichtete Kirchen oder Synagogen sind noch immer in staatlichem Besitz, wobei jene Teile, die „dem Kult dienen“, den einzelnen Glaubensgemeinschaften zur Nutzung überlassen werden können. Frankreich erkennt „kirchliche Organisationen“ zwar in ihrer Existenz an, sie erhalten jedoch keine staatlichen Zuschüsse; allerdings existieren steuerliche Begünstigungen. Davon ausgenommen sind das Elsass und das Département Moselle, die zum Zeitpunkt des Gesetzes von 1905 nicht zu Frankreich gehörten und deren Bewohner sich nach der Rückkehr 1919 gegen die Übernahme der französischen Regelung wehrten, so dass hier bis heute die Regelungen des Konkordats von 1801 gelten. Auch im Übersee-Département Französisch-Guyana wird das Personal der katholischen Kirche vom Staat bezahlt. Die Anstaltsseelsorge (aumôneries) ist ebenfalls vom Verbot der staatlichen Förderung von Religion ausgeschlossen, wobei auf die Verwirklichung der Religionsfreiheit hingewiesen wird (Art. 1 Abs. 2 des Trennungsgesetzes von 1905). Dazu gehört auch die Militärseelsorge, die zunächst auf katholische, protestantische und jüdische Militärgeistliche beschränkt war. 2005 wurde sie durch eine islamische Militärseelsorge ergänzt.
Der Laizismus wird in Frankreich strikt praktiziert. Der Staat sieht es als Aufgabe an, seine Bürger gegen religiöse Praktiken, die der öffentlichen Ordnung oder den Rechten des Einzelnen zuwiderlaufen, zu schützen. In französischen öffentlichen Schulen ist es verboten, Lehrer oder Schüler nach ihrer Religion zu fragen. Jedoch existiert daneben ein fest verankertes, breit gefächertes privates Schulsystem, insbesondere das enseignement catholique. Pfarrer können nicht zugleich für öffentliche Unternehmen arbeiten. Frankreich betrachtet die religiösen Auffassungen der Bürger als reine Privatsache; es gibt keine amtlichen Statistiken zur Religionszugehörigkeit der Bevölkerung. Dies hat unter anderem zur Folge, dass es in der aktuellen politischen Debatte in Frankreich zu Segregation oder Diskriminierung auf dem Arbeitsmarkt keine verlässlichen Zahlen gibt. Seit 2004 ist es auch untersagt, in Schulen auffällige religiöse Zeichen zu tragen, wie Schleier, Kippa, Kreuze, Turbane (bei Sikhs) oder Ordenstracht. Allerdings übertragen die staatlichen Sender France 2 (TV) sowie France Culture (Radio) sonntägliche Gottesdienste und Andachten.
Der vormalige französische Präsident Nicolas Sarkozy hat in verschiedenen Reden und in seinem Buch Der Staat und die Religionen eine Neubestimmung der französischen Laizität vorgeschlagen, die er offene oder positive Laizität nennt. Damit sollen die Religionen mehr in die öffentliche Verantwortung genommen werden, auch um Fundamentalismus zu verhindern. In der Diskussion der auch durch persönliches Verhalten unterstrichenen Neupositionierung ist Sarkozy von laizistischen Verbänden stark kritisiert worden.
Die Historikerin Joan Wallach Scott identifiziert im Laizismus eine Genderdebatte und unterscheidet dabei zwischen einer „alten“ und einer „neuen“ Laizität. Die „alte“ Laizität des 19. Jhd. behandle den Diskurs der religiösen Neigung der französischen Frau, die im Mittelpunkt der Familie als private Institution steht. Scott sieht eine Wende zu einer „neuen“ Laizität darin, dass es nun nicht mehr allein um die Trennung von Staat und christlicher Religion und darin die Stellung der Frau gehe, sondern um die gegenwärtige Debatte um den Status der Muslime in Frankreich. Die laizitäre Gesetzgebung bezieht sich zwar auf Muslime im Allgemeinen, die meiste Aufmerksamkeit legt sie allerdings auf die Frauen. Behandelt werden die Fragen der Kleidung (Kopftuch/Hijab und Kleider/Abaya) sowie die daraus folgenden Anschuldigungen der fehlenden Gleichheit in der Familie und Gesellschaft.

## Laizismus in Deutschland
In Deutschland besteht laut Verfassungsrecht (Art. 137 der Weimarer Reichsverfassung, WRV, als Bestandteil des Grundgesetzes gem. Art. 140 GG) keine Staatskirche. Neben der grundsätzlichen weltanschaulichen Neutralität des Staates, der sich mit keiner Religionsgemeinschaft identifizieren darf, sind „gemeinsame Angelegenheiten“ (res mixtae) entstanden. Erst mit der WRV wurde aus Deutschland ein säkularer Staat, jedoch kein laizistischer.
Die Weimarer Kirchenartikel wurden 1949 fast wortwörtlich ins Grundgesetz für die Bundesrepublik übernommen – und mit einer Politik umgesetzt, die kirchennäher war als in der Weimarer Republik. Es wird heute ein Verhältnis von Staat, Kirche und Gesellschaft praktiziert, bei dem eine formale und juristische Trennung von Staat und Kirche einhergeht mit einer großen Nähe von staatlichen Institutionen insbesondere zu den zwei großen christlichen Kirchen (Evangelisch und Katholisch) und zahlreichen anderen Religionsgemeinschaften, die den Status einer Körperschaft des öffentlichen Rechts zuerkannt bekommen haben. Die Situation in Deutschland lässt sich als Kooperationsmodell beschreiben. Angesichts eines immer stärker säkularisierten und pluralisierten religiösen Feldes wird dieses Arrangement allerdings zunehmend zur Herausforderung, gilt es doch, die religiös-weltanschauliche Neutralität des Verfassungsstaates zu wahren und keine Religionsgemeinschaft, aber auch keine religiös ungebundenen Menschen zu diskriminieren.
Zukünftig kann das deutsche Kooperationsmodell in Konflikt mit der Rechtsprechung des Europäischen Gerichtshof für Menschenrechte (EGMR) geraten, da der EGMR Tendenzen zum Laizismus zeigt und Wert auf eine strikte Gleichbehandlung der Religionen legt.

## Laizismus in der Türkei

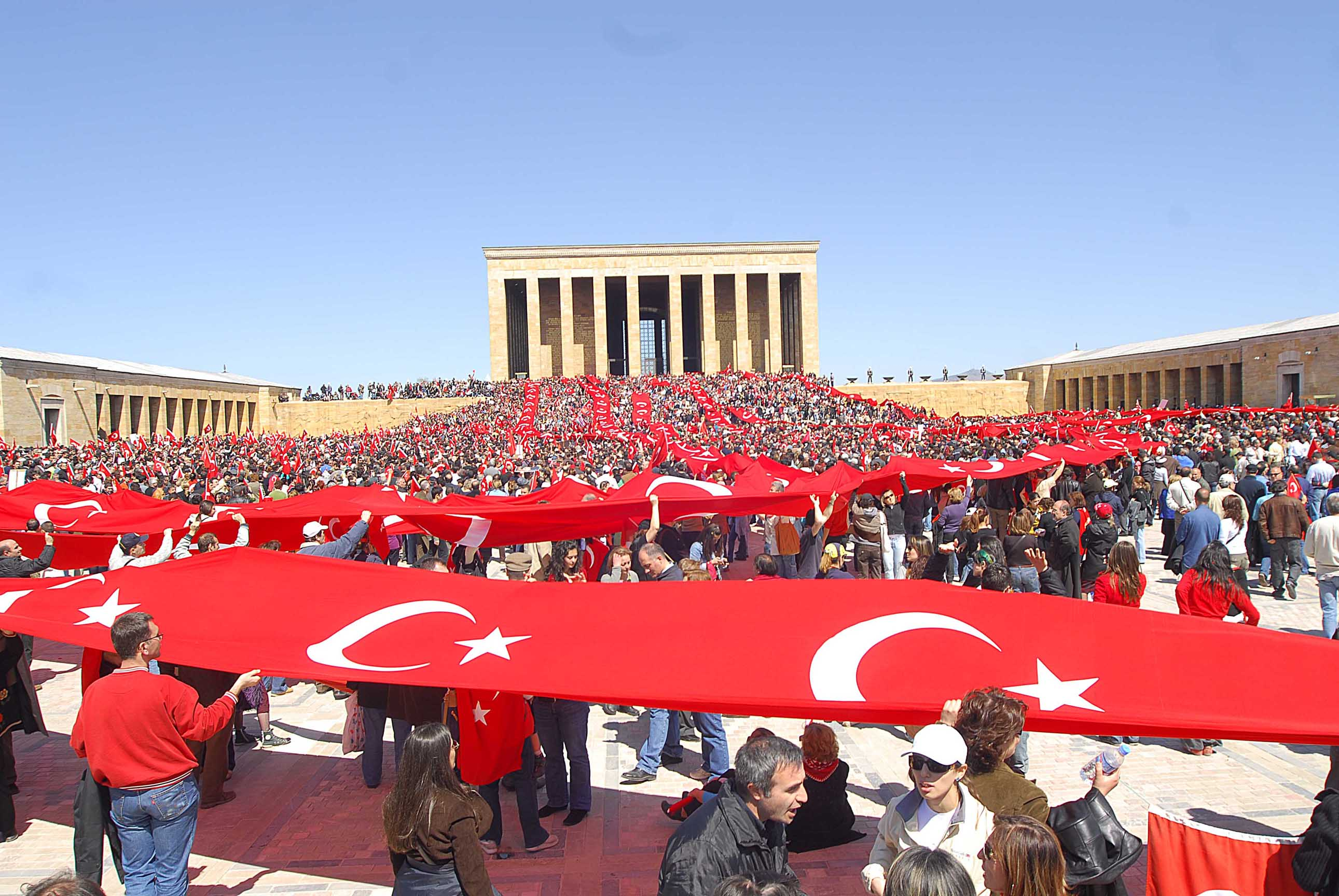
Pro-Laizismus-Demonstration in Ankara (2007)

Mehrere andere Staaten nahmen sich das französische Modell zum Vorbild, insbesondere die Türkei unter Staatsgründer Mustafa Kemal Atatürk. Mit den weitreichenden Veränderungen in der Zeit Atatürks wurde der Laizismus zu einer Staatszielbestimmung. Der Laizismus als Teil des Kemalismus ist bis heute (2018) in der türkischen Verfassung verankert. Zunächst hatte der neue Staat noch massiv antireligiös gewirkt – so wurden Wallfahrten nach Mekka verboten und ein Religionsstudium war von 1933 bis 1948 nicht möglich. Faktisch hat sich der Staat der (sunnitisch-islamischen) Religion bemächtigt und versucht, diese durch die staatliche Religionsbehörde Diyanet zu domestizieren. Mit der Zeit hat sich der Begriff des Laizismus in der Türkei verhärtet. In der Zeit von Atatürk war es noch üblich, ein Kopftuch zu tragen. Später wurde der Laizismus so interpretiert, dass auf staatlicher Ebene solches Sichtbarmachen der Religion nicht gerne gesehen wird. So war es verpönt, sich als Politiker in der Öffentlichkeit zu seiner Religion zu bekennen.
Im Februar 2008 hatte das Parlament auf Initiative der regierenden AKP per Verfassungsänderung eine Freigabe des Kopftuches für Studentinnen durchgesetzt. Die Änderung wurde vier Monate später vom Verfassungsgericht rückgängig gemacht. Damit waren Frauen, die Kopftücher tragen, zunächst weiterhin von einem Hochschulstudium ausgeschlossen. Im Herbst 2010 hob der oberste Hochschulrat der Türkei das Kopftuchverbot an Universitäten endgültig auf. Religiöse Minderheiten der Türkei müssen heute weiterhin mit Repressionen rechnen. Am 14. März 2008 wurde vom Generalstaatsanwalt Abdurrahman Yalçınkaya ein Verbotsverfahren gegen die AKP beantragt. Zur Begründung hieß es, die AKP sei ein „Zentrum anti-laizistischer Aktivitäten“. Das Verfahren wurde vom Verfassungsgericht der Türkei behandelt. Der Generalstaatsanwalt forderte für 71 Personen ein Politikverbot; darunter befanden sich der damalige türkische Präsident Abdullah Gül, der heutige türkische Präsident und AKP-Vorsitzende Recep Tayyip Erdoğan und der ehemalige Parlamentspräsident Bülent Arınç. Im Gericht stimmten zwar sechs der elf Richter für eine Schließung der AKP, die notwendige Anzahl von sieben Richtern wurde aber knapp nicht erreicht. Die staatliche Finanzförderung für die AKP wurde gestrichen. Die oppositionelle CHP setzt sich in ihrem Programm für einen konsequenten Laizismus ein.